# リキシャ県
リキシャ県（テトゥン語：Likisá、葡: Liquiçá）は、東ティモールの県のひとつ。県都はリキシャ。

## 地理
東ティモールの北海岸に位置し、東でディリ県、南東でアイレウ県、南でエルメラ県、南西でボボナロ県とそれぞれ接する。サヴ海に面する。543 km2に2008年の推計で6万9925人が暮らす。ポルトガル領ティモールから今の県と同様の組織が存在していた。バザルテテ、リキシャ、マウバラの三地区から成る。
首都ディリからリキシャへ向かう道から眺めるオンバイ海峡など、県内には多くの美しい風景がある。浜は東ティモールでよく見られる岩がちのものだが、それでも美しい。山岳地帯から海へ流れ出る河川は、モンスーンのシーズンを除きたいてい干上がっている。モンスーンシーズンにはよく幹線道路が被害を受けるが、その都度地元住民によって修復される。殺人マラリアやデング熱を伝染させる蚊が大量にいる。
東ティモールの公用語はテトゥン語とポルトガル語だが、リキシャ県ではほぼ全ての住民がマレー・ポリネシア語派のトコデデ語 (en) を話す。

## 歴史

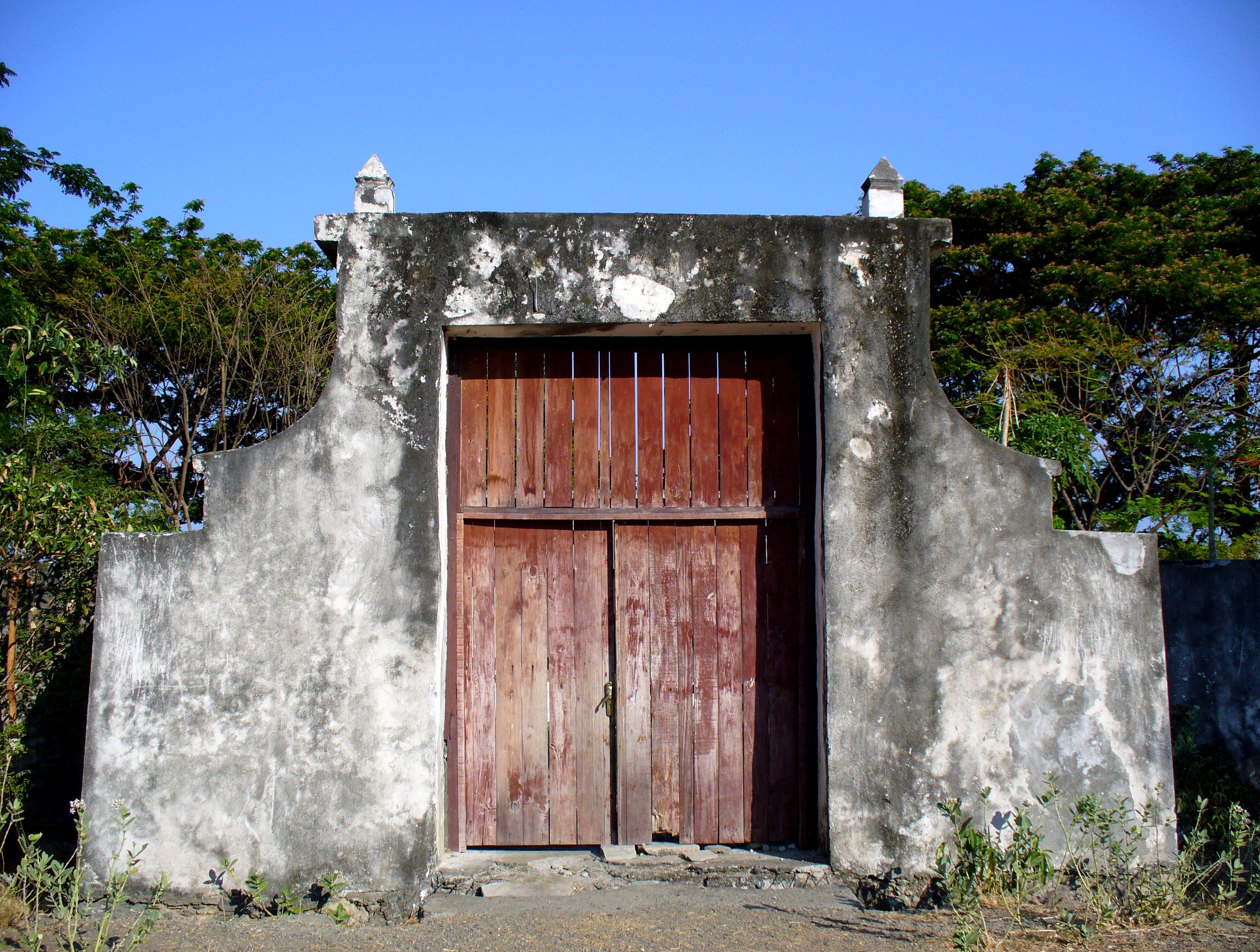
マウバラ要塞

ポルトガル占領時代初期の1667年、現在のマウバラ地区にはオランダが進出した。海沿いにはオランダの築いた要塞がそのまま残っており、湾を見下ろす地には当時の大砲がある。その後、1859年にポルトガルとオランダが協議し、1861年にフローレス島と交換されたため、ポルトガルによる統治が始まった。
1975年からのインドネシア占領時代、インドネシア政府は県内に多くの建物を建てたが、1999年の住民投票後に民兵がそのほとんどを破壊した。1999年4月には県内の教会で多くの東ティモール人が殺される虐殺事件が起こった。県内のマウバラ地区は凶悪な民兵組織「ベシ・メラー・プティー」の結成地でもある。1999年9月には国際警察のアメリカ人警官がインドネシア兵に狙撃される事件が起こり、致命傷には至らなかったもののそれを機に国連軍は県から撤退した。
1999年9月から11月にかけ、国際連合平和維持活動平和維持軍がマウバラ地区に、国際警察がリキシャ市街に本部を設営した。元々、リキシャにはスウェーデン人、カナダ人、イギリス人、ガーナ人、マレーシア人、アメリカ人などから成る計14人の国際警察隊が派遣されていた。そのうちのガーナ人の警官はデング熱にかかりミッション中に亡くなった。この期間、国際警察は虐殺の起こった教会を民兵の収容所にした。国連平和維持軍はポルトガル海兵隊のメンバーで構成されていた。その後もリキシャ県には国際連合東ティモール暫定行政機構犯罪現場派遣団の作戦本部が置かれた。

## 建築物
ポルトガル領時代、この地には東ティモール人が建てた伝統的な小屋のほかにも建物はあったが、ごく少なかった。インドネシアが占領してからは多くの建物が建てられたが、1999年に民兵によりほとんどが破壊された。ただ、ポルトガルが建てた建物は破壊されなかった。その後、破壊されたインドネシアの建物の多くは再建された。構造とデザインは芸術的かつ独創的なインドネシア様式となっている。

## 資源
県内には白砂ではないものの美しい砂浜が広がり、観光にはうってつけのスポットとなっている。コーヒー農園もあるほか、金など鉱物も産出される。